# 理查德·S·霍尔
理查德·西摩·霍尔（英語：Richard Seymour Hall，1925年7月22日—1997年11月14日）是一位英国记者和历史学家，写了许多非洲历史有关作品，曾为《每日郵報》和《觀察家報》撰稿 ，主要作品有《季风帝国：印度洋及其入侵者的历史》（Empires of the Monsoon: A History of the Indian Ocean and its Invaders）。